# Bertrand Visage
Pour les articles homonymes, voir Visage (homonymie).
Bertrand Visage est un romancier et éditeur français né le 8 mars 1952 à Châteaudun. 

## Biographie
Lecteur de français dans différentes universités italiennes, à l'Institut oriental de Naples, à la Sapienza de Rome, à la faculté des lettes de Palerme, il a passé une large partie de son existence en Italie du Sud, faisant de celle-ci la métaphore centrale de ses romans : ombres et lumières, comme dans Tous les soleils, qui obtient  le prix Femina 1984 et le révèle au grand public, Angelica (prix Albert Camus 1988), Bambini (1993) ou Intérieur Sud (2008). Il a été pensionnaire pendant deux ans de la Villa Médicis à Rome. À son retour en France, il devient rédacteur en chef de la Nouvelle Revue française chez Gallimard (1995 à 1998), puis éditeur de romans français au Seuil, la maison à laquelle il reste fidèle depuis ses débuts.

## Thèmes et style
D'abord baroque dans Tous les soleils, l'écriture de Bertrand Visage devient plus fluide au cours des années, sans rien perdre de cette poésie et de cette puissance d'évocation qui font de lui, sans doute, un continuateur de Giono. De grandes scènes épiques, parfois cruelles, ponctuent ces récits: la sanglante pêche au thon dans Angelica, qui rappelle le cinéma de Rossellini, l'accouchement de Maria Battiato dans Tous les soleils, la nuit d'orage où une jeune femme désespérée se jette d'un balcon dans Intérieur Sud. Mais c'est aussi un univers léger et heureux, marqué par une sorte de grâce aérienne, où prédomine à chaque instant l'amour de la vie. La romancière Célia Houdart qualifie d'un mot le style de Visage: "hypersensorialité". Son dernier roman en date, Madone, marque à la fois une continuité et un renouvellement; à travers les personnages d'un vieux marin en mal d'enfants et d'une jeune "Madone" assise sur les marches de pierre d'une église, dont le nourrisson crie famine, l'auteur semble vouloir capter au plus profond "le flux secret de nos vies".

## Œuvres
- Au pays du nain, roman, Seuil, 1977.
- Tous les soleils, roman, Seuil, 1984, prix Femina
- Angelica, Seuil, roman, Seuil, 1988, prix Albert-Camus et prix Valentine-de-Wolmar de l’Académie française
- Rendez-vous sur la Terre, roman, Seuil, 1989
- Le talisman, nouvelle, Seuil, hors commerce,1990
- Bambini, roman, Seuil, 1993, prix Maurice-Genevoix
- L'Éducation féline, roman, Seuil, 1997
- Hôtel Atmosphère, roman, Seuil, 1998
- Un vieux cœur, roman, Seuil, 2001
- Intérieur Sud, roman, Seuil, 2008.
- Madone, roman, Seuil, 2017.